# Here's to Never Growing Up
Singles de Avril Lavigne
Wish You Were Here
(2011) Rock N Roll
(2013)
Here's to Never Growing Up est une chanson de la musicienne canadienne d'Avril Lavigne issue de son cinquième album éponyme. Le single a été publié le 9 avril 2013.
En Amérique du Nord, le single s'est classé à la 20e position aux États-Unis via le Billboard Hot 100 et à la 17e au Canada via le Canadian Hot 100.
En Europe, le single s'est classé à la 14e position au Royaume-Uni, à la 63e en France, à la 49e en Autriche, à la 85e aux Pays-Bas, à la 29e en Espagne, à la 60e en Allemagne, à la 10e en Belgique néerlandophone et à la 3e place en Belgique francophone.
Dans le reste du monde, le single s'est classé 15e en Australie, 24e en Nouvelle-Zélande et 8e au Japon.

## Vidéoclip
Le tournage du clip a eu lieu le 8 et 19 avril 2013. Celui-ci a été mis en ligne le 9 mai 2013 sur le compte Vevo de la chanteuse.
Avril Lavigne y est vêtue un peu de la même manière que dans son premier vidéoclip Complicated, son tout premier single en 2002.

## Liste des titres
| 1. | Here's to Never Growing Up (Radio Edit)       | 3:29 |
| 2. | Here's to Never Growing Up (Original Version) | 3:34 |
| 3. | Here's to Never Growing Up (Instrumental)     | 3:31 |

| 1. | Here's to Never Growing Up - Main Version    | 3:34 |
| 2. | Here's to Never Growing Up - Karaoke Version | 3:34 |

| 1. | Here's to Never Growing Up                | 3:34 |
| 2. | Here's to Never Growing Up (Instrumental) | 3:34 |